# Blaesoxipha algeriensis
Blaesoxipha algeriensis är en tvåvingeart som först beskrevs av Townsend 1919.  Blaesoxipha algeriensis ingår i släktet Blaesoxipha och familjen köttflugor.
Artens utbredningsområde är Algeriet. Inga underarter finns listade i Catalogue of Life.